# Oura-Gouba
Oura-Gouba (en russe : Ура-Губа) est un village du raïon de Kola de l'oblast de Mourmansk, en Russie arctique. Sa population s'élevait à 351 habitants en 2023.

## Géographie
Le village de Oura-Gouba se situe dans l'oblast de Mourmansk, un oblast de la Laponie, en Russie arctique, et il fait partie du district fédéral du Nord-Ouest. Le village fait partie du raïon de Kola, le raïon de l'oblast, avec Kola comme centre administratif. Il fait partie de l'établissement rural de Zaretchensk, une municipalité du raïon.  
Oura-Gouba, comme tout l'oblast de Mourmansk, est située dans le fuseau horaire MSK (heure de Moscou). Le décalage horaire appliqué par rapport au temps universel coordonné est +03:00.

## Démographie
Recensements (*) et estimations de la population,:
| 1939 | 2002 * | 2010* | 2021 |
| ---- | ------ | ----- | ---- |
| 627  | 747    | 517   | 358  |

| 2023 | - | - | - |
| ---- | - | - | - |
| 351  | - | - | - |

Concernant les ethnies, en 2002, sur les 747 habitants, il y avait 86 % de Russes.